# Carex ilseana
Carex ilseana är en halvgräsart som beskrevs av Ruhmer. Carex ilseana ingår i släktet starrar, och familjen halvgräs. Inga underarter finns listade i Catalogue of Life.